# Cerithideopsis californica

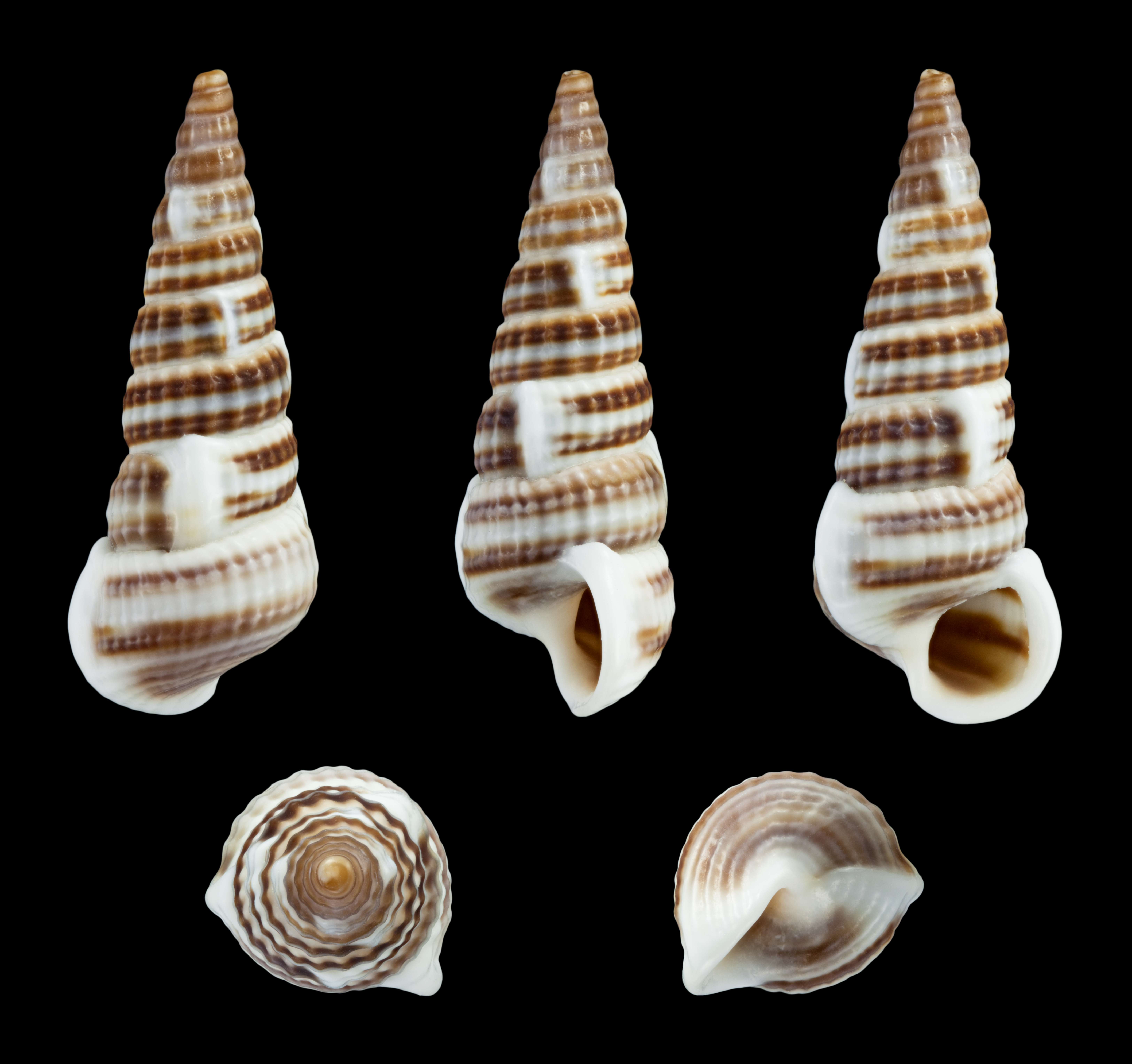
ssp. albonodosa

Cerithideopsis californica is een slakkensoort uit de familie van de Potamididae. De wetenschappelijke naam van de soort is voor het eerst geldig gepubliceerd in 1840 door Haldeman als Cerithium californicum.